# Pujanikovke
Pujanikovke (pujanice, pujanici, lat. Osmundaceae), porodica pravih paprati koja čini samostalan red Osmundales, a ime je dobila po rodu pujanik (Osmunda). 
Postoji 8 rodova, od toga dva hibridna. U Hrvatskoj ove su paprati rijetke, a poznata je Osmunda regalis ili kraljevski pujanik, koji raste na cretovima i močvarnim šumama johe.

## Opis
Osmundaceae su porodica “kraljevskih paprati”, jedina porodica reda paprati Osmundales. Primitivna skupina koja se sastoji od tri današnja roda velikih paprati - Osmunda, Todea i Leptopteris - porodica sadrži oko 20 vrsta; 5 do 10 izumrlih rodova datira iz kasnog permskog razdoblja (prije oko 260 milijuna do 251 milijun godina). Thamnopteris i Zalesskya su najraniji poznati članovi porodice. Porodicu Osmundaceae karakteriziraju strukture koje proizvode spore (sporangije) koje su ili raštrkane ili u nakupinama (sori) na donjim stranama listića (pinnae) ili s obje strane posebnih plodnih područja nekih listova (frond), ali sorusi su bez membranskog pokrova (induzija) koji se nalazi u mnogim drugim porodicama paprati. Rodovi se razlikuju po rasporedu sporangija i sorusa.
Osmunda, s oko 12 vrsta rasprostranjenih u vlažnim područjima od Kanade i Europe do tropskih krajeva, ima sporangije na posebnim plodnim perima ili na modificiranim zasebnim plodnim listovima. Uključuje kraljevsku paprat, cimetnu paprat i isprekidanu paprat.
Rod Todea, predstavljen s dvije vrste, T. barbara iz Afrike, Australije i Novog Zelanda i T. papuana s Nove Gvineje, ima sporangije na poleđini perastih zelenih listova.
Leptopteris, sa šest vrsta rasprostranjenih u Novoj Gvineji, Polineziji i Novom Zelandu, ima sporangije postavljene kao u Todea, ali njegovi tanki listovi debeli su samo dva stanična sloja.
Ekonomski gledano, korijenje i rizomi (horizontalne stabljike) vrsta Osmunda izvor su vlakana (osmundin ili Osmunda vlakno) koje se koristi za uzgoj orhideja i drugih epifita. “Cimetova paprat” i isprekidana paprat popularne su kao stakleničke biljke i kao vrtni ukrasi.

## Rodovi
1. Claytosmunda (Y.Yatabe, N.Murak. & K.Iwats.) Metzgar & Rouhan, 1 vrsta
2. Leptopteris C. Presl, leptopteris, 6 vrsta
3. Osmunda L., pujanik; 9 vrsta
4. Osmundastrum, C. Presl, 1 vrsta
5. Plenasium C.Presl, 4 vrste
6. Todea Willd. ex Bernh., tode; 2 vrste
7. xOsmunasium Hong M.Liu, Schuettp. & H.Schneid., 1 vrsta
8. xOsmuntonia Hong M.Liu, Schuettp. & H.Schneid., 2 vrste